# Холл, Джордж (актёр)
Джордж Холл (англ. George Hall; 19 ноября 1916, Торонто — 21 октября 2002, Хоторн, Нью-Йорк) — канадо-американский характерный актёр театра, кино и телевидения, менее известен как певец и актёр озвучивания.

## Биография
Джордж Холл родился 19 ноября 1916 года в Торонто (Канада). С 1944 года начал сниматься в кинофильмах, с 1952 года — в телесериалах. С 1948 года — на бродвейских подмостках.
Скончался 21 октября 2002 года в городке Хоторн (штат Нью-Йорк, США) от осложнений, вызванных перенесённым инсультом, не дожив месяца до своего 86-го дня рождения. Играл как в театре так и в кино почти до последних дней жизни.

### Личная жизнь
О личной жизни актёра известно мало. Его супругу звали Корделия, она скончалась в 1969 году.

## Бродвейские работы
- 1946—1948 — Зовите меня «мистер» / Call Me Mister — несколько ролей
- 1948 — Комедия насекомых / The Insect Comedy — предатель
- 1948—1950 — Прислушайся[англ.] / Lend an Ear — несколько ролей
- 1949—1950 — Дотронься и иди / Touch and Go — несколько ролей
- 1950 — Живой провод / The Live Wire — Майкл Шэннон
- 1954 — Частокол / Stockade — лейтенант Кулпеппер
- 1954—1955 — Приятель[англ.] / The Boy Friend — лорд Брокхёрст
- 1967—1968 — В моём супе девушка / There's a Girl in My Soup — Портер
- 1972 — Вечер с Ричардом Никсоном / An Evening with Richard Nixon — несколько ролей
- 1975 — Мы прерываем нашу передачу… / We Interrupt This Program… — отец Мюррей
- 1978—1979 — Человек и сверхчеловек[англ.] / Man and Superman — анархист
- 1979—1980 — Склонность[англ.] / Bent — дядя Фредди
- 1983—1985 — Шум за сценой / Noises Off — Селсдон Мобри
- 1984 — Луна для незаконнорожденных[англ.] / A Moon for the Misbegotten — Фил Хоган
- 1986—1987 — Дикий мёд / Wild Honey — Марко
- 1993—1994 — Эйб Линкольн в Иллинойсе[англ.] / Abe Lincoln in Illinois — Ментор Грэм
- 2002 — Мальчики из Сиракуз[англ.] / The Boys from Syracuse — колдун

## Избранная фильмография

### Актёр
В титрах указан
- 1952 — Видео-театр «Люкс»[англ.] / Lux Video Theatre — портье (в эпизоде A Message for Janice)
- 1967, 1975—1976 — На пороге ночи / The Edge of Night — разные роли (в 4 эпизодах)
- 1980—1981 — Надежда семьи Райан[англ.] / Ryan's Hope — окружной прокурор (в 2 эпизодах)
- 1984 — Непридуманные истории / Tales of the Unexpected — Джордж (в эпизоде The Gift of Beauty)
- 1986, 1992 — Бесконечная любовь[англ.] / Loving — отец МакНил (в 2 эпизодах)
- 1987 — Шквальный огонь / From the Hip — Харви Билс
- 1988 — Джонни, будь хорошим / Johnny Be Good — дедушка Уокер
- 1989 — Чудовища[англ.] / Monsters — Папаша (в эпизоде The Farmer's Daughter)
- 1992—1993 — Хроники молодого Индианы Джонса / The Young Indiana Jones Chronicles — Индиана Джонс в возрасте 93 года (в 22 эпизодах[англ.])
- 1993 — Алое и чёрное[англ.] / Scarlet and Black — аббат Шарль (в эпизоде № 1.2)
- 1996 — Самсон и Далила[англ.] / Samson and Delilah — Анциано
- 1996—1998 — Вспоминая радио WENN[англ.] / Remember WENN — Том Элдридж (в 56 эпизодах)
- 1997 — Миссис Браун / Mrs Brown — спикер Палаты
- 1999 — Большой папа / Big Daddy — водитель
- 2002 — Кураж — трусливый пёс / Courage the Cowardly Dog — второстепенные персонажи (озвучивание в 13 эпизодах[англ.])

В титрах не указан
- 1944 — Кентерберийская история[англ.] / A Canterbury Tale — полицейский суперинтендант при входе процессии мэра в собор
- 1957 — Золушка / Cinderella — королевский распорядитель
- 1977 — Доктора́[англ.] / The Doctors — доктор Каммингс (в 3 эпизодах)

### Исполнение песен
- 1957 — Золушка / Cinderella — «Royal Dressing Room Scene»
- 1958 — Шоу месяца Дюпонта / DuPont Show of the Month — две песни в эпизоде Cole Porter's 'Aladdin'
- 2002 — Балто 2: В поисках волка / Balto II: Wolf Quest — «Who You Really Are» и «The Grand Design»